# Революція (телесеріал)
Революція (англ. Revolution) — американський постапокаліптичний науково-фантастичний драматичний телесеріал, створений Еріком Кріпке, Дж. Дж. Абрамсом та Брайаном Берком. Пілотний епізод зрежисирував Джон Фавро. Прем'єра відбулася 17 вересня 2012 року, на телеканалі NBC (Ен-Бі-Сі). Серіал налічує два сезони та 42 серії (20 та 22 серії відповідно).
9 травня 2014 року канал закрив серіал після двох сезонів.

## Сюжет
Дія Революції відбувається в постапокаліптичному майбутньому. П'ятнадцять років після того, як невідомий феномен відключив усі сучасні технології на планеті від комп'ютерів та електроніки, до автомобільних двигунів та акумуляторів. Люди були змушені пристосовуватися до світу без технологій. Стався крах громадського порядку, багатьма округами стали правити польові командири та ополчення. Серіал зосереджений на родині Метісон, у якої знаходиться предмет, що є ключем не лише до розкриття таємниці, що трапилося п'ятнадцять років тому, але і можливого способу ліквідувати наслідки феномену та відновити електрику. Однак вони повинні ховатися від польових командирів, які хочуть цю силу собі.

## Головні герої
- Біллі Берк — Майлз Метісон
- Джанкарло Еспозіто — капітан Том Невілл
- Елізабет Мітчелл — Рейчел Метісон
- Трейсі Спірідакос — Чарлі Метісон
- Тім Гвін — Бен Метісон
- Дж. Д. Пардо — Джейсон Невілл
- Анна Лізі Філліпс — Меггі
- Грехем Роджерс — Денні Метісон
- Марія Гавелл — Грейс
- Девід Лайонс — Басс/генерал Монро

## Виробництво
- Спочатку роль «Рейчел Метісон» грала Андреа Рот, але пізніше її замінили на Елізабет Мітчелл.
- Перша серія дебютує у США 17 вересня,2012 року.

## Покази і прем'єри
Прем'єра першої серії у США — 17 вересня 2012 року, на телеканалі NBC, після чого, кожного тижня буде виходити по 1 серії!
Покази серіалу відбудуться також на канадському CityTV. Прем'єра серіалу в Австралії: 19 вересня, 2012 року, на телеканалі FOX 8.

## Список епізодів
| No. | Назва                        | Режисер            | Сценарист                     | Дата виходу серії | Виробничий код |
| --- | ---------------------------- | ------------------ | ----------------------------- | ----------------- | -------------- |
| 1   | «Пілотна серія»              | Джон Фавро         | Ерік Кріпке                   | 17 вересня 2012   | 296830         |
| 2   | «Прикуте тепло»              | Чарльз Бісон       | Ерік Кріпке                   | 24 вересня 2012   | 2J7102         |
| 3   | «Жодного помилування»        | Сенфорд Букставер  | Моніка Овусу-Брін             | 1 жовтня 2012     | 2J7103         |
| 4   | «Пекельні собаки»            | Фелікс Алкала      | Анна Кофесь Саундерс          | 8 жовтня 2012     | 2J7104         |
| 5   | «Поїзд загублених душ»       | Джон Кассар        | Паул Ґрелонґ                  | 15 жовтня 2012    | 2J7105         |
| 6   | «Секс і наркотики»           | Стів Боюм          | Девід Рамбо                   | 29 жовтня 2012    | 2J7106         |
| 7   | «Дитячий Хрестовий похід»    | Чарльз Бісон       | Метт Піттс                    | 5 листопада 2012  | 2J7107         |
| 8   | «Зв'язки, які пов'язують»    | Ґай Бі             | Девід Рамбо та Меліса Ґлен    | 12 листопада 2012 | 2J7108         |
| 9   | «Кашмір»                     | Чарльз Бісон       | Джим Бернз                    | 19 листопада 2012 | 2J7109         |
| 10  | «Ніхто, крім мене, не винен» | Фредерік Е. О. Той | Моніка Овусу-Брі та Метт Пітс | 26 листопада 2012 | 2J7110         |
| 11  | Буде оголошено               | Буде оголошено     | Буде оголошено                | Буде оголошено    | Буде оголошено |

## Рецензії критиків
Перша серія отримала позитивні відгуки від Metacritic, набравши 65 балів зі 100, на основі 29 оглядів.

## Рейтинги
| Номер епізоду | Назва епізоду                | Дата виходу       | Рейтинг Нільсена (18-49) | Глядачі (Мільйони) |
| ------------- | ---------------------------- | ----------------- | ------------------------ | ------------------ |
| 1             | «Пілотна серія»              | 17 вересня 2012   | 4.1/11                   | 11.65              |
| 2             | «Прикуте тепло»              | 24 вересня 2012   | 3.4/9                    | 9.21               |
| 3             | «Жодного помилування»        | 1 жовтня 2012     | 3.2/8                    | 8.32               |
| 4             | «Пекельні собаки»            | 8 жовтня 2012     | 3.0/8                    | 8.01               |
| 5             | «Поїзд загублених душ»       | 15 жовтня 2012    | 3.3/9                    | 8.61               |
| 6             | «Секс і наркотики»           | 29 жовтня 2012    | 3.0/7                    | 7.90               |
| 7             | «Дитячий Хрестовий похід»    | 5 листопада 2012  | 2.8/7                    | 8.61               |
| 8             | «Зв'язки, які пов'язують»    | 12 листопада 2012 | 2.6/7                    | 7.10               |
| 9             | «Кашмір»                     | 19 листопада 2012 | 2.6/7                    | 7.02               |
| 10            | «Ніхто, крім мене, не винен» | 26 листопада 2012 | 2.9/8                    | 8.59               |

## Міжнародні покази
| Країна        | Телеканал  | дата прем'єри    |
| ------------- | ---------- | ---------------- |
| Ізраїль       | Yes Action | 2013             |
| Канада        | Citytv     | Вересень 2012    |
| Австралія     | Fox8       | Вересень 2012    |
| Нова Зеландія | TV2        | Жовтень 16, 2012 |
| ПАР           | DSTV       | 2012             |
| Італія        | Steel      | Січень 15, 2013  |
| Україна       | ICTV       | 2012             |